# Chiesa di Santa Maria dell'Itria (Reggio Calabria)
La chiesa di Santa Maria dell'Itria, conosciuta volgarmente anche come chiesa delle catene per via delle grosse catene che cingono la piazzetta antistante il tempio, è un edificio religioso della città di Reggio Calabria ubicata lungo la via Sbarre Centrali.
Secondo alcune fonti, la chiesa già esisteva nell'anno 1262:si narra infatti che Sant'Alberto del Convento dell'Annunziata di Trapani, venendo da Messina a Reggio nell'A.D.1256/7(?),abbia voluto visitarla e l'abbia molto ammirata. L'edificio, in stile romanico, si presenta con pianta a croce latina e navata unica. Il prospetto principale, semplice nelle linee architettoniche, è caratterizzato dall'ingresso formato da tre aperture ad arco affiancate da quattro colonne sui cui capitelli di stile corinzio sono posti quattro leoncini. L'entrata nell'edificio sacro è preceduta da una piccola loggetta. Ai bordi del portale si aprono due finestre, anch'essa ad arco, sormontate da due rosoni di dimensione minore rispetto a quello che sovrasta il portale principale. La torre campanaria è di poco più alta rispetto al corpo di fabbrica.
All'interno dell'edificio si conservano una statua lignea della Madonna Odigitria del XVII secolo, una tela del XIX secolo raffigurante San Paolino da Nola e una icona bizantina della Vergine.
La nobile famiglia degli Spanò (tra cui sia annoverano Giacinto ed i figli Diego, Agamennone Generale dell'Armata Partenopea, Pasquale e Giuseppe),dalla
seconda metà del XVIII secolo fino al 1909, anno in cui Antonio Spanò(n.1864) acquistò il feudo di Tre Mulini alla periferia nord di Reggio, celebrò in questa Chiesa
tutte le proprie ricorrenze religiose com'è palesemente testimoniato dai documenti Curiali e Municipali.